# Ümit Teke
Ümit Teke (* 25. Dezember 1980 in Çaykara) ist ein türkischer ehemaliger Fußballspieler.

## Karriere
Teke startete seine Profikarriere bei Akçaabat Sebatspor. Nachdem er eine Saison für den Drittligisten gespielt hatte, wechselte er zum Provinz- und Ligarivalen Trabzon Telekomspor. Für Telekomspor spielte er nur drei Monate und zog anschließend innerhalb der 3. Futbol Ligi zu Gümüşhane Doğanspor weiter. Mit Doğanspor beendete er die Saison als Meister der 3. Futbol Ligi und stieg in die 2. Futbol Ligi auf. Obwohl Teke zu diesem Erfolg acht Tore in 21 Ligaspielen beisteuerte, wechselte Teke zum Istanbuler Klub Sarıyer SK. Für die Istanbuler spielte er die nächsten fünfeinhalb Spielzeiten lang. Während dieser Zeit zählte Teke zu den wichtigsten Leistungsträgern seines Vereins und stieg mit seinem Team als Meister der Drittligasaison 2003/04 in die 2. Futbol Ligi A Kategorisi auf.
Nachdem Teke die Rückrunde der Saison 2005/06 mit Kartalspor bei einem anderen Istanbul-Klub verbracht hatte, wechselte er im Sommer 2006 zu Giresunspor. Mit diesem Verein wurde Teke Playoff-Sieger und stieg zum dritten Mal in seiner Karriere in die zweithöchste türkische Spielklasse auf. Zu diesem Erfolg steuerte Teke 19 Ligatore bei und war damit erfolgreichster Torschütze seiner Mannschaft. Nach diesem Erfolg spielte Teke noch eine Spielzeit für Giresunspor und wechselte anschließend zum Istanbuler Drittligisten Gaziosmanpaşaspor.
Im Frühjahr 2010 verließ Teke die Istanbuler und wechselte zu Elazığspor. Für diesem Klub spielte er die nächsten eineinhalb Spielzeiten und erreichte die Drittligameisterschaft der Saison 2010/11.
Nachdem er im Sommer 2011 zu Gaziosmanpaşaspor zurückgekehrt war, wechselte Teke zur Saison 2012/13 zu Giresunspor. Mit diesem Klub beendete er die Saison 2013/14 als Meister der TFF 2. Lig und stieg in die TFF 1. Lig auf. Teke absolvierte dabei in der Meisterschaftssaison kein einziges Pflichtspiel.
Im Sommer 2014 wechselte er zum Istanbuler Klub Bayrampaşaspor und nach der Saison zu seiner letzten Station.

## Erfolge
Mit Gümüşhane Doğanspor
- Meister der TFF 2. Lig und Aufstieg in die TFF 1. Lig: 1999/2000

Mit Sarıyer SK
- Play-off-Sieger der TFF 2. Lig und Aufstieg in die TFF 1. Lig: 2003/04

Mit Giresunspor
- Play-off-Sieger der TFF 2. Lig und Aufstieg in die TFF 1. Lig: 2006/07
- Meister der TFF 2. Lig und Aufstieg in die TFF 1. Lig: 2013/14 (Ohne Einsatz)

Mit Elazığspor
- Meister der TFF 2. Lig und Aufstieg in die TFF 1. Lig: 2010/11